# Breaking Dawn – Biss zum Ende der Nacht, Teil 2
Breaking Dawn – Biss zum Ende der Nacht – Teil 2 (Originaltitel: The Twilight Saga: Breaking Dawn – Part 2) ist der zweite Teil der Verfilmung von Stephenie Meyers Buchvorlage Bis(s) zum Ende der Nacht und somit der fünfte und letzte Teil der Twilight-Filmreihe. Die Regie übernahm im Auftrag von Lionsgate und Summit Entertainment erneut Bill Condon, der bereits bei Breaking Dawn – Biss zum Ende der Nacht, Teil 1 Regie geführt hat. Die Uraufführung des Films fand am 14. November 2012 in Belgien statt. Der Kinostart für Deutschland, Österreich und die deutschsprachige Schweiz war am 22. November 2012. Am 28. März 2013 erschien der Film auf DVD.

## Handlung
Der Film setzt die Handlung vom Ende seines Vorgängers Breaking Dawn – Bis(s) zum Ende der Nacht – Teil 1 nahtlos fort. Auf ihrer ersten Jagd beweist die neugeborene Vampirin Bella eine ungewöhnliche Fähigkeit zur Selbstbeherrschung, indem sie einen Puma einem leicht verletzten Bergsteiger vorzieht. Anschließend begegnet sie Jacob, der sich auf ihre Tochter Renesmée geprägt hat, was Bella aber noch nicht weiß. Als sie zum ersten Mal ihre Tochter Renesmée sieht, erfährt sie, dass diese ungewöhnlich schnell wächst und die besondere Gabe besitzt, mit Personen mittels Berührung zu kommunizieren und so ihre Gedanken zu offenbaren. Als Jacob Bella gesteht, dass er auf ihre Tochter geprägt wurde, kommt es zu einer heftigen Auseinandersetzung zwischen den beiden. Sie vertragen sich jedoch kurz darauf wieder.
Die Cullens schenken Bella und Edward ein eigenes abgelegenes Haus im Wald, in dem die beiden fortan zusammen mit ihrer Tochter wohnen. Die Familie macht sich allerdings um die rasche Entwicklung Renesmées zunehmend Sorgen, da sie befürchten, dass das Kind selbst im Vergleich zu Menschen ein viel zu kurzes Leben erwartet.
Da die Cullens planen, Bellas Vater vorzugaukeln, Bella sei gestorben, um anschließend Forks zu verlassen, weiht Jacob Charlie in sein Geheimnis ein, indem er sich in dessen Anwesenheit in einen Wolf verwandelt. Jacob erzählt Charlie, dass es Bella gut geht, sie sich jedoch „verändert“ hat. Beim anschließenden Besuch Charlies lässt Bella ihn über ihr wirkliches Wesen sowie über Renesmées Ursprung im Unklaren und bittet ihn, möglichst wenig Fragen zu stellen. Im Gegenzug würden sie weiter in Forks bleiben.
Als Bella mit Renesmée und Jacob im verschneiten Gebirge unterwegs sind, werden sie von Irina, einer Angehörigen des Denali-Clans, beobachtet. Kurz darauf empfängt Alice eine Vision, in der die Volturi nach Forks kommen, um die Cullens zu vernichten. Als Irina einige Tage zuvor Bella mit Renesmée sah, hielt sie das Mädchen fälschlicherweise für ein Kind, das durch einen Biss verwandelt wurde und somit aufgrund seiner Unzähmbarkeit eine Gefahr für die Vampirwelt darstellt. Sie war zwischenzeitlich nach Volterra gereist, um den Volturi von diesem vermeintlichen Verbrechen der Cullens zu berichten. Als einzige Chance, einen Kampf abzuwenden, sehen die Cullens die Suche nach Verbündeten, die Renesmées Einzigartigkeit bezeugen sollen. Wenn sie beweisen können, dass kein Gesetz gebrochen wurde, müssen die Volturi tatenlos wieder abziehen, um ihren Status als Hüter von Recht und Ordnung in der Vampirwelt aufrechtzuerhalten. Als sie sich gerade auf die Suche nach Zeugen begeben wollen, stellen die Cullens fest, dass Alice und Jasper heimlich geflohen sind. Sie hinterlassen nur eine kurze Notiz über den Zeitpunkt der Ankunft der Volturi.
Schon bald treffen immer mehr Zeugen aus der ganzen Welt in Forks ein. Durch Renesmées ungewöhnliches Talent und Edwards Überzeugungskraft sind schließlich die meisten von ihnen bereit, nicht nur auszusagen, sondern notfalls auch gegen die Volturi zu kämpfen. Auch die Wölfe stehen kampfbereit auf der Seite der Cullens. Die herannahende Gefahr aktiviert bei vielen weiteren Quileuten das Wolfs-Gen, so dass die Rudel derweil stetig wachsen.
Währenddessen erfährt Bella von ihrer eigenen besonderen Fähigkeit: Sie besitzt einen unsichtbaren Schutzschild, der sie vor übernatürlichen Fähigkeiten anderer Vampire schützt. Daher waren Edward und alle anderen Vampire, die mentale Fähigkeiten besitzen, nicht in der Lage, diese gegen sie anzuwenden. Um ihre Chancen im bevorstehenden Kampf zu erhöhen, will Bella ihre Fähigkeit ausbauen, indem sie ihren Schutzschild ausweitet und andere vor mentalen Angriffen schützt, was ihr nach mehreren Versuchen auch gelingt. Zudem geht Bella einem versteckten Hinweis von Alice nach und trifft einen Mann namens J. Jenks, der ihr ein Kuvert überreicht, in dem sich gefälschte Ausweise und Geburtsurkunden für Jacob und Renesmée befinden. Traurig nimmt Bella zur Kenntnis, dass der Fluchtweg nur für Jacob und Renesmée vorbereitet ist.
Wie Alice es vorausgesehen hat, treffen die Volturi in Forks ein. Auf einer schneebedeckten Lichtung stehen sich die Clans kampfbereit gegenüber. Zunächst läuft alles nach Plan: Der Beweis, dass Irinas Anklage haltlos war, wird erbracht. Irina gesteht außerdem selbst noch einmal ein, dass die Cullens unschuldig sind, und wird für ihre falschen Anschuldigungen hingerichtet. Aro sieht die Angelegenheit dennoch nicht als abgeschlossen an: Da man nicht voraussehen kann, wie Renesmée sich in Zukunft entwickelt, muss seines Erachtens jedes Risiko ausgeschlossen werden. Als die Volturi und ihre Wachen beginnen, mit Hilfe ihrer Kräfte anzugreifen, kann Bella diese mit ihrem Schutzschild abwehren.
Der beginnende Angriff wird durch die überraschende Rückkehr von Alice und Jasper gestoppt. Alice will Aro mit einer Vision davon überzeugen, dass Renesmée zu keiner Zeit eine Gefahr für das Vampirgeheimnis darstellen wird. Sie stellt jedoch entsetzt fest, dass Aro trotz der Vision nicht von seinem Plan abweichen wird, die Cullens zu zerstören. Daraufhin gibt Alice Bella ein Zeichen, Renesmée in Sicherheit zu bringen und greift Aro an, während Jacob mit Renesmée flüchtet. Aro befiehlt seinen Untertanen, Alice wegzubringen. Als Carlisle ihr zur Hilfe eilt, wird er von Aro angegriffen, vor den Augen seiner Familie und Freunde getötet und verbrannt. In wütender Verzweiflung greifen die Cullens gemeinsam mit ihren Verbündeten an. Im weiteren Verlauf werden mehrere von ihnen getötet. Auch die Volturi erleiden schwere Verluste: So werden Aros mächtigste Mitglieder der Wache, Jane und Alec, sowie seine Brüder Marcus und Caius getötet. Schließlich schaffen es Bella und Edward, auch Aro mit vereinten Kräften zu vernichten. Das letzte, was Aro sieht, ist die lodernde Feuerfackel, die seinen abgerissenen Kopf anzuzünden droht.
Die nächste Einstellung zeigt Aros entsetztes und doch unversehrtes Gesicht: Es wird klar, dass der Kampf nur eine Vision Alices ist, welche Aro eben miterlebt hat. Zeitgleich betreten Nahuel, ein 150 Jahre alter Halbvampir, und dessen Ziehmutter Huilen die Lichtung, um als weitere Zeugen zugunsten Renesmées auszusagen. Nahuel berichtet seine Lebensgeschichte, aus der für die Volturi hervorgeht, dass er seit 150 Jahren sowohl von Menschen als auch von den Volturi selbst unbemerkt existiert. So entfällt der letzte Vorwand für einen Angriff. Sichtbar widerwillig zieht Aro sich mit den restlichen Volturi zurück und die Cullens genießen den wiedergewonnenen Frieden. Durch Nahuel erfahren sie zudem, dass Renesmée in einigen Jahren vollständig ausgewachsen sein und fortan nicht mehr altern wird, womit sich die Sorgen um die Zukunft des Mädchens erübrigen. In einer weiteren Vision sieht Alice die erwachsene Renesmée und Jacob gemeinsam als Paar. Bella gelingt es, ihren Schutzschild vorübergehend aufzuheben, wodurch es Edward erstmals möglich ist, ihre Gedanken zu lesen. Sie zeigt ihm dabei all ihre Erinnerungen an die vergangenen Jahre mit ihm.

## Synchronisation
| Darsteller            | Rolle               | Synchronsprecher       |
| --------------------- | ------------------- | ---------------------- |
| Kristen Stewart       | Bella Cullen        | Annina Braunmiller     |
| Robert Pattinson      | Edward Cullen       | Johannes Raspe         |
| Taylor Lautner        | Jacob Black         | Max Felder             |
| Peter Facinelli       | Dr. Carlisle Cullen | Philipp Moog           |
| Elizabeth Reaser      | Esme Cullen         | Elisabeth Günther      |
| Ashley Greene         | Alice Cullen        | Laura Maire            |
| Nikki Reed            | Rosalie Hale        | Angela Wiederhut       |
| Kellan Lutz           | Emmett Cullen       | Stefan Günther         |
| Jackson Rathbone      | Jasper Hale         | Benedikt Gutjan        |
| Mackenzie Foy         | Renesmée Cullen     | Enola Fladée           |
| Michael Sheen         | Aro                 | Hans-Georg Panczak     |
| Jamie Campbell Bower  | Caius               | Dirk Meyer             |
| Christopher Heyerdahl | Marcus              | Erich Ludwig           |
| Dakota Fanning        | Jane                | Farina Brock           |
| Cameron Bright        | Alec                | Nico Sablik            |
| Billy Burke           | Charlie Swan        | Thomas Amper           |
| Maggie Grace          | Irina Denali        | Shandra Schadt         |
| MyAnna Buring         | Tanya Denali        | Katharina Schwarzmaier |
| Casey LaBow           | Kate Denali         | Anke Kortemeier        |
| Rami Malek            | Benjamin            | Simon Pearce           |
| Lee Pace              | Garrett             | Torben Liebrecht       |
| Guri Weinberg         | Stefan              | Thomas Albus           |
| Noel Fisher           | Vladimir            | Dominik Auer           |
| Chaske Spencer        | Sam Uley            | Jan Odle               |
| Julia Jones           | Leah Clearwater     | Maren Rainer           |
| Booboo Stewart        | Seth Clearwater     | Maximilian Belle       |
| Wendell Pierce        | J. Jenks            | Thomas Rauscher        |
| J. D. Pardo           | Nahuel              | Karim El Kammouchi     |

## Produktion
Mitte Juni 2010 bestätigte Summit Entertainment, dass der vierte Teil der Twilight-Saga in zwei Filme aufgeteilt wird. Bill Condon führte bei beiden Filmen die Regie.
Des Weiteren wurde bekannt gegeben, dass Melissa Rosenberg die Drehbuchautorin des Filmes sei. Der Film wurde aus Kostengründen zusammen mit dem ersten Teil gedreht. Vorwiegend wurde in Baton Rouge, Louisiana und in den Raleigh Studios in Baton Rouge gedreht. Beendet wurden die Arbeiten in Vancouver. Gedreht wurde vom 1. November 2010 bis zum 15. März 2011. 2012 bestätigte Bill Condon, einige Szenen erneut zu drehen, um technische Mängel zu beheben.
Da Renesmée in kurzer Zeit rapide altert, wurde die Figur neben Mackenzie Foy zudem von Abigail Cornell, Isabella Iannuzzi, Milli Wilkinson, Eliza Faria, Tate Clemons, Taylor Dianne Robinson, Kailyn Stratton, Rachel St. Gelais, Blythe Barrington-Hughes und Christie Burke dargestellt.
Am Ende des Filmes werden noch einmal alle Darsteller der Twilight-Filme gezeigt.

## Kritiken
Die Kritik zu Breaking Dawn – Bis(s) zum Ende der Nacht – Teil 2 fiel gemischt aus. Dimitrios Athanassiou bei moviemaze.de fasst seine Wertung wie folgt zusammen: „Fünf Filme, eine stinklangweilige Handlung und ein Kitsch, der seines gleichen sucht.“ Dennoch ist er sich sicher, dass die Fans dieser Saga „dafür sorgen“ werden, „dass auch der letzte Teil zu einem Kassenschlager wird. Dabei passt die Story um Bella und Edward“ „problemlos auf einen Bierdeckel.“ Für ihn kommt insgesamt auch keine Spannung auf.
Doris Kuhn von der sueddeutsche.de, bewertet den Film am Anfang als „langsam“ und „bemüht sich zunächst, längst gegebene Versprechen einzulösen. Besonders viele Überraschungen gibt es dabei nicht.“ Sie vergleicht die Handlungsentwicklung wie das Malen nach Zahlen, bei dem „ein Gefühl des Unausweichlichen“ über allem liegt, wie schon beim letzten Harry-Potter-Film. „Alles ist vorbestimmt, auf einer längst in Stein gemeißelten Plotlinie, alles schon vor Jahrzehnten beschlossen und festgelegt“, man weiß, „was passieren muss, und wehe, etwas weicht davon ab.“ Es „ist Ausführung, Vollstreckung“ und dass das Finale förmlich herausgezögert wird.
Eine positive Stimme kommt von filmstarts.de. Christoph Petersen vergibt drei Sterne von möglichen 5 und urteilt: „Regisseur Bill Condon (‚Dreamgirls‘) bringt den Film als martialisches Epos zu Ende, was vier Jahre zuvor in Catherine Hardwickes ‚Twilight‘ noch als vergleichsweise harmloses Kleinstadt-Liebesdreieck zwischen einem jungen Mädchen, einem glitzernden Vampir und einem Werwolf mit Sixpack seinen Anfang nahm. Das Ergebnis ist ein würdiger Abschluss für eines der größten Popkulturphänomene unserer Zeit, bei dem vor allem die Schlacht selbst überzeugt, während sich die Vorbereitung auf das Duell mehr als nötig in die Länge zieht.“
Bei den Serienjunkies gibt es dagegen viel Lob:

„Fans des Twilight-Franchises dürften sehr wenig an diesem letzten Teil auszusetzen haben. ,Breaking Dawn – Bis(s) zum Ende der Nacht – Teil 2‘ ist ein Film der sich – aus meiner Sicht – ausschließlich an sie und sonst niemanden auf diesem Erdenrund wendet. Und unter diesem Gesichtspunkt ist der Streifen, trotz peinlichem CGI, gut gelungen. Echte Twihards werden nicht umhinkommen, einige Tränen bei einsetzenden Abspann aus dem Gesicht wischen zu müssen.“

## Soundtrack
| Titelliste | Titelliste |
| --- | ---------- |
| 1. Where I Come From – Passion Pit 2. Bittersweet – Ellie Goulding 3. The Forgotten – Green Day 4. Fire In The Water – Leslie Feist 5. Everything And Nothing – The Boom Circuits 6. The Antidote – St. Vincent 7. Speak Up – POP ETC 8. Heart of Stone – Iko 9. Cover Your Tracks – A Boy and His Kite 10. Ghosts – James Vincent McMorrow 11. All I’ve Ever Needed – Paul McDonald & Nikki Reed 12. New For You – Reeve Carney 13. A Thousand Years (Part Two) – Christina Perri 14. Plus Que Ma Prope Vie – Carter Burwell |            |
| |            |

## Unterschiede zur Buchvorlage
Summit Entertainment hat entschieden, das Buchende im Film zu verändern, um die Zuschauer zu überraschen und das Publikum noch neugieriger auf den letzten Film zu machen. Zunächst sieht es so aus, als ob es doch zur offenen Schlacht zwischen den verfeindeten Parteien kommt. Im Nachhinein stellen die Kampfszenen sich jedoch als eine Zukunftsvision von Alice heraus, welche letztlich doch nicht eintritt, da Aro von seinem ursprünglichen Plan, auf jeden Fall anzugreifen, abgebracht werden kann.
Mit einer Laufzeit von 116 Minuten ist Breaking Dawn – Biss zum Ende der Nacht – Teil 2 der kürzeste Film der Twilight-Reihe und ist um eine Minute kürzer als der Vorgänger.

## Auszeichnungen und Einnahmen
Goldene Himbeere 2013
Gewonnen:
- Schlechtester Film
- Schlechteste Neuverfilmung oder Fortsetzung
- Schlechteste Regie: Bill Condon
- Schlechteste Schauspielerin: Kristen Stewart
- Schlechtester Nebendarsteller: Taylor Lautner
- Schlechteste Filmpaarung: Mackenzie Foy und Taylor Lautner
- Schlechtestes Ensemble: Die gesamte Besetzung des Films

Nominiert:
- Schlechtester Schauspieler: Robert Pattinson
- Schlechteste Nebendarstellerin: Ashley Greene
- Schlechteste Filmpaarung: Robert Pattinson und Kristen Stewart
- Schlechtestes Drehbuch: Melissa Rosenberg und Stephenie Meyer

Breaking Dawn – Biss zum Ende der Nacht, Teil 2 besetzt in der Liste der erfolgreichsten Filme ohne Inflationsbereinigung Platz 95 (Stand: 19. April 2025).